# Первое правительство Марчела Чолаку
Кабинет Чолаку (рум. Guvernul Marcel Ciolacu) — 133-е правительство Румынии во главе с премьер-министром Марчелом Чолаку, лидера левоцентристской Социал-демократической партии (СДП), сформированное 15 июня 2023 года. Сменило правительство во главе с премьер-министром Николае Чукэ, лидером правоцентристской Национальной либеральной партии (НЛП). В коалицию входят СДП и НЛП. Это правительство большинства, коалиция представлена в парламенте Румынии большинством депутатов и сенаторов. Общее число министров — 20, из них женщин — 4.

## Историческая справка
Коалиция СДП и НЛП создана после неудачных попыток сформировать однопартийный кабинет. В коалицию также вошёл «Демократический союз венгров Румынии». 25 ноября 2021 года премьером стал Николае Чукэ, лидер НЛП. Согласно договорённости спустя 18 месяцев, 12 июня 2023 года Чукэ подал в отставку в рамках запланированной ротации глав кабинета и уступил место Марчелу Чолаку, лидеру СДП. «Демократический союз венгров Румынии» покинул коалицию, при формировании правительства Аттила Чеке утратил пост министра развития, общественных работ и управления.

## Состав правительства
Состав правительства:
| Пост                                                    | Имя                     | Период полномочий      | Партия |
| ------------------------------------------------------- | ----------------------- | ---------------------- | ------ |
| Премьер-министр                                         | Марчел Чолаку           | с 15 июня 2023         | СДП    |
| Вице-премьер                                            | Мариан Някшу            | с 15 июня 2023         | СДП    |
| Вице-премьер                                            | Кэтэлин Предою          | с 15 июня 2023         | НЛП    |
| Министр внутренних дел                                  | Кэтэлин Предою          | с 15 июня 2023         | НЛП    |
| Министр иностранных дел                                 | Луминица Одобеску       | с 15 июня 2023         | НЛП    |
| Министр транспорта и инфраструктуры                     | Сорин Гриндяну          | с 15 июня 2023         | СДП    |
| Министр сельского хозяйства и развития сельских районов | Флорин Барбу            | с 15 июня 2023         | СДП    |
| Министр национальной обороны                            | Ангел Тылвэр            | с 15 июня 2023         | СДП    |
| Министр исследований, инноваций и оцифровки             | Богдан-Груя Иван        | с 15 июня 2023         | СДП    |
| Министр культуры                                        | Ралука Туркан           | с 15 июня 2023         | НЛП    |
| Министр развития, общественных работ и управления       | Адриан Вештя            | с 15 июня 2023         | НЛП    |
| Министр экономики, предпринимательства и туризма        | Штефан-Раду Опря        | с 15 июня 2023         | СДП    |
| Министр образования                                     | Лиджия Дека             | с 15 июня 2023         | НЛП    |
| Министр энергетики                                      | Себастьян Бурдужа       | с 15 июня 2023         | НЛП    |
| Министр финансов                                        | Иоан-Марчел Болош       | с 15 июня 2023         | НЛП    |
| Министр инвестиций и европейских проектов               | Адриан Кычиу            | с 15 июня 2023         | СДП    |
| Министр юстиции                                         | Алина Горгиу            | с 15 июня 2023         | НЛП    |
| Министр труда и социальной солидарности                 | Мариус-Константин Будай | 15 июня — 13 июля 2023 | СДП    |
| Министр труда и социальной солидарности                 | Симона Букура-Опреску   | с 19 июля 2023         | СДП    |
| Министр окружающей среды, водного и лесного хозяйства   | Мирча Фекет             | с 15 июня 2023         | НЛП    |
| Министр здравоохранения                                 | Александру Рафила       | с 15 июня 2023         | СДП    |
| Министр по делам семьи, молодёжи и равных возможностей  | Габриэла Фиря           | 15 июня — 14 июля 2023 | СДП    |
| Министр по делам семьи, молодёжи и равных возможностей  | Наталия Интотеро        | с 19 июля 2023         | СДП    |
| Генеральный секретарь правительства                     | Мирча Абрудян           | с 15 июня 2023         | НЛП    |